# Gōseki Kojima
Gōseki Kojima (japanska: 小島剛夕, Kojima Gōseki?), född 3 november 1928, död 5 januari 2000, var en japansk serietecknare.  Han skapade 1967 skapade mangan Dojikini, som också var den första mangan han publicerade. Under 1970-talet blev han känd som tecknare av Ensamvargen (japanska: Kozure Ōkami), en realistiskt tecknad samurajserie till manus av Kazuo Koike.
Kojima dog den femte januari år 2000, 71 år gammal.